# Svartehallen
Svartehallen – miejscowość (tätort) w Szwecji, w regionie administracyjnym (län) Västra Götaland, w gminie Stenungsund.
Według danych Szwedzkiego Urzędu Statystycznego liczba ludności wyniosła: 267 (31 grudnia 2015), 247 (31 grudnia 2018) i 250 (31 grudnia 2019).